# Neurigona cinereicollis
Neurigona cinereicollis är en tvåvingeart som först beskrevs av Wulp 1888.  Neurigona cinereicollis ingår i släktet Neurigona och familjen styltflugor. Inga underarter finns listade i Catalogue of Life.